# 眼鏡女友
《眼鏡女友》是TOBI的日本漫畫作品，於2007年到2008年期間在《FlexComixブラッド》連載共8話，單行本共一冊。2010年改編OVA發售。

## OVA

### 工作人員
- 監督、劇本：伊藤浩二
- 角色設計、總作畫監督：石橋有希子
- 美術監督：加藤浩
- 色彩設計：末永康子
- 攝影監督：今泉秀樹
- 音樂製作：悠木真一
- 音樂製作：5pb.
- 動畫製作：AIC

### 登場人物
第一話 - 討厭戴眼鏡
- 麻生花奈 - 森谷里美
- 神谷純一 - 岡本信彦

第二話 - 摘下眼鏡判若兩人
- 一戸綾 - 今井麻美
- 宮口孝史 - 平川大輔

第三話 - 透明的心
- 木村美月 - 早見沙織
- 田中徹 - 阿部敦
- 梨花 - 五十嵐裕美
- 正人 - 梶川翔平

第四話 - 不霧的雲
- 倉本千秋 - 花澤香菜
- 高塚辰也 - 下野紘

## 外部連結
- 官方網站（日語）